# Mugeni
Mugeni (in ungherese Bögöz) è un comune della Romania di 3 693 abitanti, ubicato nel distretto di Harghita, nella regione storica della Transilvania.
Il comune è formato dall'unione di 8 villaggi: Aluniș, Beta, Dejuțiu, Dobeni, Lutița, Mătișeni, Mugeni, Tăietura.
Nel 2004 sono stati scorporati dal comune di Mugeni il villaggio di Porumbeni, andato a formare il comune di Porumbenii Mari, ed il villaggio di Beteşti, che è stato unito alla città di Cristuru Secuiesc.
La maggioranza della popolazione (oltre il 98%) è di etnia Székely.
A Mugeni sorge una chiesa evangelica, un edificio gotico in sé non particolarmente significativo, che contiene tuttavia un importante ciclo di affreschi del XIV secolo raffiguranti la leggenda di Re Ladislao e quella di Margherita di Antiochia, ed un Giudizio Universale del 1400 circa, il cui stile rimanda alla pittura italiana del periodo.